# Церковь Лютера (Любек)
Церковь Лютера в Любеке (также Лютеркирхе, нем. Lutherkirche) — протестантская церковь в южной части района Занкт-Лоренц города Любек (Шлезвиг-Гольштейн), на улице Moislinger Allee; решение о строительстве было принято в 1913 году — архитектурный конкурс на проект в 50 000 марок выиграло бюро «Glogner & Vermehren». Первая мировая война, гиперинфляция в Веймарской республике и мировой экономический кризис помешали осуществлению проекта: в 1925 году удалось построить общественный зал на соседнем участке. В период национал-социализма, в 1936 году, было принято решение о строительстве более крупной церкви, чем планировалось изначально — открытие состоялось 31 октября 1937 года. В 1938 году у входа в храм была установлена статуя Лютера, созданная местным скульптором Фрицем Беном. Является памятником архитектуры.

## История и описание
22 апреля 1913 года церковный совет и синод евангелическо-лютеранской церкви в городе Любек принял решение объявить тендер на строительство храма и церковных зданий. Участок земли на улице Moislinger Allee, дом 96 был передан общине городом. 2 августа жюри выбрало проект архитектурного бюро «Glogner & Vermehren», после чего совет и синод 30 октября 1913 и 22 мая 1914 года постановили выделить для строительства в общей сложности 50 000 марок.
Война, инфляция и экономический кризис помешали осуществлению планов в полном объеме: община построила деревянную колокольню к 14 октября 1923 года и общественный в 1925 году, приобретя для этого соседний участок. Поскольку сообщество лютеран считалось «образцовым» для немецко-христианского руководства и национал-социалистических властей, они поддержали проект строительства храма: церковь Лютера была построена по расширенном проекту того же архитектурного бюро и торжественно открыта 31 октября 1937 года. В 2014 году в церкви были проведены масштабные ремонтные работы.